# 天津市地震局
天津市地震局，是中国地震局和天津市人民政府双重领导，以中国地震局为主的事业单位。根据天津市人民政府授权，依法履行防震减灾主管机构的各项职责，承担本行政区域内防震减灾工作政府行政管理职能。

## 沿革
1967年河间地震后，成立了天津市防震办公室。1969年，改为天津市地震办公室。1971年，组建天津市地震队，属市科学技术局领导。1975午5月18日，天津市革委(75)津革发27号文件通知，成立天津市地震局，归市建委领导。1975年7月12日，天津市委通知，任命林启予为天津市地震局局长。1978年6月，天津市委工作组进驻天津市地震局主持工作。组长：张龙斌。1979年4月7日，天津市津党发(79)98号文件通知，撤销天津市地震局党的核心小组，建立中共天津市地震局党组。1979年10月5日，天津市地震局划归天津市科委领导。1983年7月9日，任命郝殿荣为天津市地震局局长、党组书记。1983年8月8日，天津地震局实行以国家地震局为主，与天津市人民政府双重领导的管理体制。1986年5月26日，中共国家地震局，任命尹伯忠为天津市地震局局长、党组书记。1976年10月10日，经市委批准成立流动观测队。2004年3月30日，进行机构改革。

## 职能
天津市地震局主要职责有：
1. 根据有关法律、法规、规章的规定，监督、检查天津市的防震减灾工作，负责拟定有关防震减灾的方针、政策，起草地方性法规、规章，制定规范性文件，并组织实施。
2. 组织编制天津市防震减灾规划和计划；推进防震减灾计划体制和相应经费渠道的建立和完善；管理、监督事业费、基本建设费和专项资金的使用。
3. 负责建立地震监测预报工作体系、按照全国地震监测台网（站）建设规划，负责统一规划天津市地震台网（站）及信息系统的建设，实现资源共享；制定天津市地震监测预报方案并组织实施；管理市级地震监测台网（站）；负责提出地震预报意见；强化天津市地震重点监视防御区的震情跟踪；对区、县地震监测台网（站）和群测群防工作实行行业管理；会同有关部门依法保护地震监测设施和地震观测环境。
4. 会同有关部门建立震灾预防工作体系，负责监督管理本行政区域内建设工程抗震设防要求和地震安全性评价工作，按职责权限审定地震安全性评价结果，确定抗震设防要求；管理天津市的地震灾害预测；制定天津市破坏性地震应急预案并检查落实情况；组织开展防震减灾知识的宣传教育工作，并按照有关规定审核防震减灾宣传报道。
5. 承担天津市人民政府抗震救灾指挥机构的办事机构的职能；负责震情和灾情速报，会同有关部门组织地震灾害调查与损失评估；参与制定地震灾区重建规划。
6. 会同有关部门建立地震紧急救援工作体系。开展地震应急、救援技术和装备的研究与开发；会同有关部门组建和培训地震紧急救援队伍；协助区、县人民政府建立地震应急救援物资储备系统。
7. 组织开展水库地震、海洋地震的监测和研究工作，会同有关部门防范地震次生灾害。
8. 承担天津市的地震行政复议、行政诉讼工作；负责地震行业质量与技术监督管理工作；负责地震技术标准的宣传、贯彻、实施和监督；管理地震计量工作。
9. 推进地震科学技术现代化；组织开展地震科学技术研究及其成果的推广应用；开展地震科学技术国际合作与交流；指导和管理与防震减灾事业有关的学会、协会工作。
10. 领导下属单位；指导区、县防震减灾工作。
11. 承担中国地震局和天津市人民政府交办的其他事项。

## 科室
机关各处室、直属单位有：
- 办公室、外事办公室
- 人事教育处
- 发展与财务处科学技术处
- 监测预报处
- 震害防御处政策法规处
- 应急救援处
- 纪检监察审计处
- 机关党委
- 离退休干部管理处
- 天津市地震监测预报中心
- 天津市防震减灾教育培训中心
- 天津市地震应急信息中心
- 天津市地震灾害防御中心
- 天津市地震应急保障中心